# Boston (band)
Boston is een Amerikaanse rockband uit de stad Boston. Hun meeste successen vierden ze in de jaren 70 en 80 van de twintigste eeuw. Hun muziek is van grote invloed geweest op het grensgebied van hardrock en pop ballads. Hun grootste hits in Nederland waren: "More Than a Feeling", "Don't Look Back" en "Amanda". De band kreeg door deze hits al snel de term Bostonsound (of de Bosstown Sound) opgespeld. 

## Historie

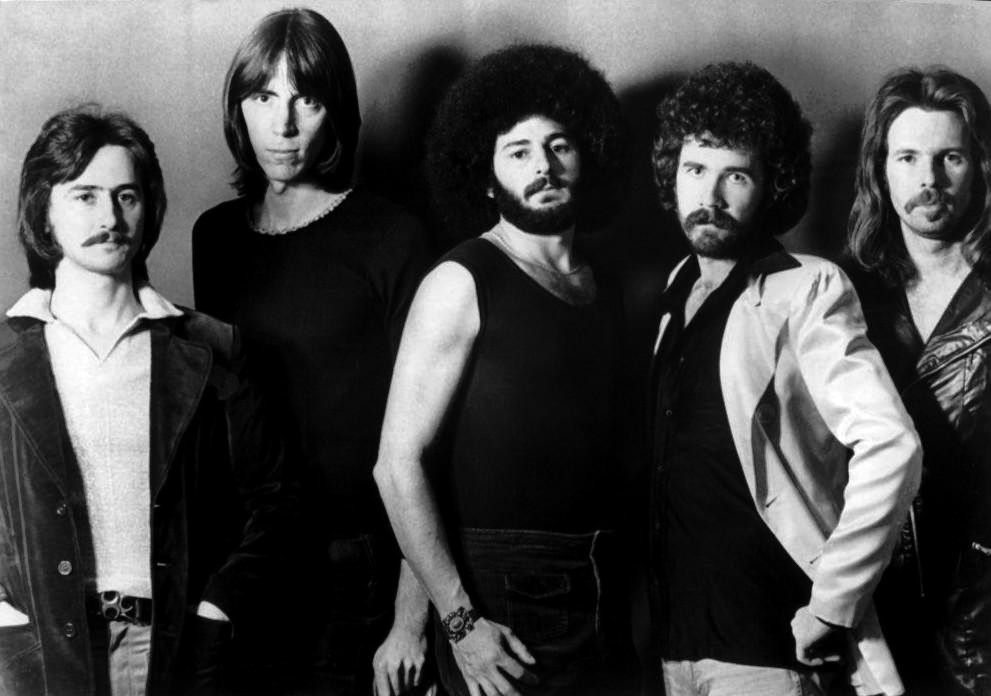
Boston in 1976

De historie van Boston begon rond 1969 toen Donald Thomas "Tom" Scholz lid werd van een band opgericht door Barry Goudreau (gitaar) en verder bestaande uit Brad Delp (zang) en Jim Masdea (drums). Deze band, bekend onder de naam "Mother's Milk" hoewel er geen officiële naam was, vormde het begin van Boston.
Nadat de band uit elkaar ging, maakte Scholz een aantal opnamen in zijn thuisstudio. In het begin was hij voornamelijk engineer en speelde hij keyboards. De eerste demotapes hadden geen succes bij platenmaatschappijen. De tweede set tapes, met Scholz op gitaar, trok de aandacht van Epic Records. Omdat de maatschappij de band wilde zien, werd bassist Fran Sheehan aangetrokken. Op aanraden van de platenmaatschappij werd drummer Masdea vervangen. Sib Hashian werd aangenomen voor de opnamen van het debuutalbum in 1975 en 1976. Het album werd een groot succes en betekende een opleving van rockmuziek op een tijdstip dat punk en disco populair waren. Er volgde een wereldtournee om het album te promoten.
Tussen de platenmaatschappij en Scholz begonnen er spanningen te ontstaan. De maatschappij wilde zo snel mogelijk een vervolgalbum om snel winst te maken. Scholz, bekendstaand als perfectionist, wilde niet gehaast een album opleveren. Het vervolgalbum Don't look back zou uiteindelijk twee jaar na het debuutalbum verschijnen. In die tijd een behoorlijk lange periode, maar Scholz vond het een haastklus, vooral de B-kant van het album was in zijn ogen niet goed. De verkoop viel ook tegen, in aantal ongeveer de helft van het debuutalbum.
De verhouding tussen Scholz en de platenmaatschappij begon moeizamer te worden en hierdoor ging de verhouding met de andere bandleden ook achteruit. Terwijl Scholz begon met de voorbereidingen van een derde album, begon Barry Goudreau aan zijn eerste soloalbum. Zanger Delp en drummer Hashian deden mee op het album, alsmede zanger Fran Cosmo. De gastmuzikanten werden alleen met hun voornamen genoemd op het album. Hierdoor dacht Scholz dat met Fran de bassist van Boston werd bedoeld en hij verdacht de platenmaatschappij en Goudreau ervan een tweede Boston te creëren. Scholz gaf aan dat hij niet meer met hen wilde samenwerken, uitgezonderd zanger Delp.
Er volgden rechtszaken, die het nieuwe album nog meer deden vertragen. Dit werd opgenomen op dezelfde manier als de eerste demotapes, in de huisstudio van Scholz. Het nummer "Amanda" lekte uit in 1980 en werd goed ontvangen door fans. Toen het derde album met de titel Third Stage uiteindelijk uitkwam in 1986, werd "Amanda" uitgebracht als single. De plaat werd uitgebracht door MCA Records die het contract van Boston had overgenomen van Epic. Het thema van het album was middelbare leeftijd (het derde stadium -third stage- in leven).
In 1988 speelde Boston op een benefietconcert voor aidspatiënten. Hierna zou Boston zich vaker verbinden aan goede doelen.
Het zou weer een lange tijd, acht jaar dit keer, duren voor een vervolgalbum. Walk on was het eerste album zonder zanger Delp, die andere verplichtingen had bij de nieuwe band van Barry Goudreau, RTZ. Ironisch genoeg had Scholz gekozen voor zanger Fran Cosmo. De verkopen vielen tegen. Na weer acht jaar, in 2002, kwam Corporate America uit. Zowel Delp als Cosmo traden op als zanger. In 1997 kwam nog wel een verzamelalbum uit met enkele nieuwe nummers.
Op 9 maart 2007 werd zanger Brad Delp dood gevonden in de badkamer van zijn huis in Atkinson, New Hampshire. De doodsoorzaak was een koolmonoxidevergiftiging. Die dag werd de website van Beatlejuice gesloten en door een verklaring vervangen waarin de band rouw betuigde. Op 14 maart werd bekend dat Delp zelfmoord had gepleegd. Aan zijn T-shirt had hij een briefje vastgemaakt met de tekst "I am a lonely soul".
Op 22 maart 2017 overleed Sib Hashian op een cruiseschip. Hij zou optreden in het kader van Legends of Rock Cruise. Hashian werd 67 jaar oud.

## Trivia
Na de terroristische aanslagen op 11 september 2001 in Amerika, gaf Clear Channel Communications, een radiobedrijf, een lijst uit van 150 nummers met de aanbeveling deze niet te draaien op de radio. Het nummer "Smokin'" van Boston stond op deze lijst.

## Discografie

### Albums
| Album met eventuele hitnotering(en) in de Nederlandse Album Top 100 | Datum van verschijnen | Datum van binnenkomst | Hoogste positie | Aantal weken | Opmerkingen   |
| ------------------------------------------------------------------- | --------------------- | --------------------- | --------------- | ------------ | ------------- |
| Boston                                                              | 25-08-1976            | 29-01-1977            | 11              | 8            |               |
| Don't look back                                                     | 02-08-1978            | 09-09-1978            | 10              | 12           |               |
| Third stage                                                         | 23-09-1986            | 01-11-1986            | 15              | 16           |               |
| Walk on                                                             | 07-06-1994            | 18-06-1994            | 25              | 12           |               |
| Greatest hits                                                       | 03-06-1997            | -                     | -               | -            | Verzamelalbum |
| Rock and roll band                                                  | 1998                  | -                     | -               | -            | Verzamelalbum |
| Corporate America                                                   | 05-11-2002            | -                     | -               | -            |               |
| Life, love & hope                                                   | 03-12-2013            | 14-12-2013            | 93              | 1            |               |

### Singles
| Single met eventuele hitnotering(en) in de Nederlandse Top 40 | Datum van verschijnen | Datum van binnenkomst | Hoogste positie | Aantal weken | Opmerkingen |
| ------------------------------------------------------------- | --------------------- | --------------------- | --------------- | ------------ | ----------- |
| More Than a Feeling                                           | 1977                  | 1977                  | 11              | 7            |             |
| Peace of mind                                                 | 1977                  | -                     | -               | -            |             |
| Don't look back                                               | 1978                  | 1978                  | 12              | 5            | Alarmschijf |
| Amanda                                                        | 1986                  | 1986                  | 23              | 6            |             |

| Single met hitnotering(en) in de Vlaamse Ultratop 50 | Datum van verschijnen | Datum van binnenkomst | Hoogste positie | Aantal weken | Opmerkingen      |
| ---------------------------------------------------- | --------------------- | --------------------- | --------------- | ------------ | ---------------- |
| More Than a Feeling                                  |                       | 15-1-1977             | 14              | 8            | in de BRT Top 30 |
| Don't Look Back                                      |                       | 21-10-1978            | 28              | 1            | in de BRT Top 30 |

## NPO Radio 2 Top 2000
| Nummers met noteringen in de NPO Radio 2 Top 2000 | '99 | '00 | '01 | '02 | '03 | '04 | '05 | '06  | '07  | '08  | '09  | '10  | '11  | '12  | '13  | '14  | '15  | '16  | '17  | '18  | '19  | '20  | '21  | '22  | '23  | '24  |
| ------------------------------------------------- | --- | --- | --- | --- | --- | --- | --- | ---- | ---- | ---- | ---- | ---- | ---- | ---- | ---- | ---- | ---- | ---- | ---- | ---- | ---- | ---- | ---- | ---- | ---- | ---- |
| Amanda                                            | -   | 814 | -   | -   | -   | -   | -   | -    | -    | -    | -    | -    | -    | 1955 | 1974 | -    | -    | -    | -    | -    | -    | -    | -    | -    | -    | -    |
| Don't Look Back                                   | -   | 680 | -   | -   | -   | -   | -   | 1375 | 1152 | 1839 | 1421 | 1461 | 1685 | 1319 | 1340 | 1408 | 1630 | 1623 | 1680 | 1927 | 1676 | 1700 | 1766 | 1732 | 1943 | 1928 |
| More Than a Feeling                               | 215 | 96  | 111 | 109 | 150 | 156 | 169 | 234  | 219  | 171  | 279  | 307  | 231  | 252  | 242  | 272  | 250  | 228  | 227  | 313  | 290  | 321  | 365  | 359  | 376  | 358  |

1. ↑  Een '-' betekent dat het nummer niet was genoteerd en een vetgedrukt getal geeft de hoogste notering van een nummer aan.